# Acumulación freática
La acumulación freática o almacenamiento estacional de energía térmica es un procedimiento desarrollado en varios países que consiste en acumular el calor o "frío" (falta de calor) a lo largo de un año en mantos de agua subterráneos o capas de roca a profundidades entre 20 y 90 m. También se lo conoce por acumulación térmica estacional (seasonal thermal storage), o Calefacción geotérmica y puede ser suplementado por el uso de colectores solares (siendo denominado entonces sistema geosolar). 
Dado que se obtienen temperaturas de fluido relativamente bajas sea para invierno o verano no todos los sistemas de climatización frío-calor son adaptables.

## Funcionamiento
Es un sistema de climatización que hace recircular agua en sistemas convencionales como el "fan-coil" o  pisos radiantes dentro de los edificios y encaminarlos para su acumulación subterránea. Para esto se hacen dos o más perforaciones debidamente encamisadas por las que se conduce el agua hasta el subsuelo. El objetivo es acumular el calor del verano para utilizarlo en el invierno y el del invierno para usarlo en el verano.
El sistema puede demorar uno o dos años para entrar en régimen, mientras tanto se consume energía en climatización, pero luego de alcanzado el régimen solo se consumirá energía en el sistema de bombeo y recirculación.
La ventaja es que el sistema de bombeo y recirculación puede funcionar con un sistema solar térmico y de esta forma se puede conseguir un consumo cercano a cero en calefacción y refrigeración. Esto es lo que propugnan los edificios energía cero.
Otra solución posible es acumular el calor en grandes depósitos de agua enterrados (geotermia artificial).

## Aplicaciones

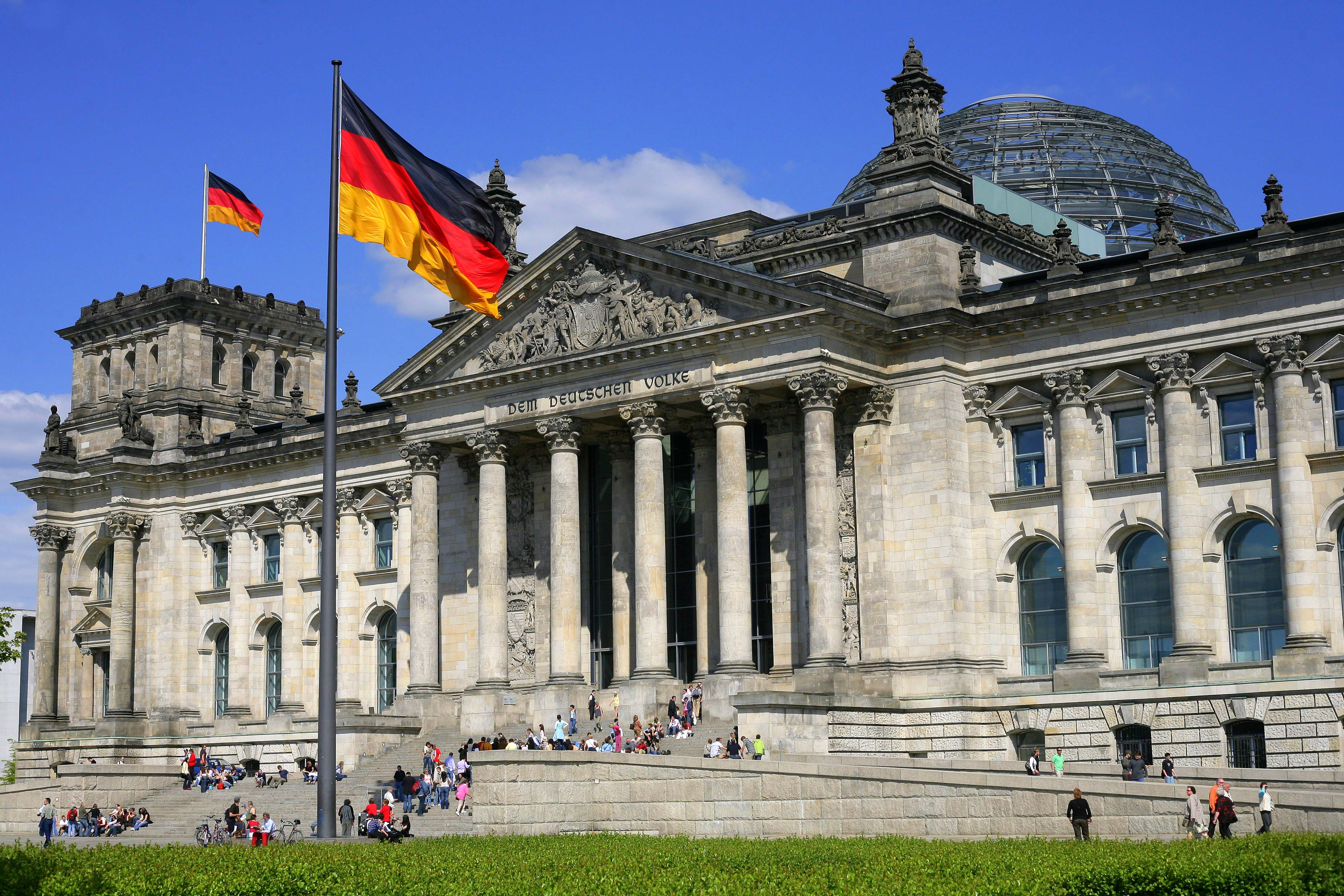
El Reichstag en Berlín tras su restauración por Norman Foster en 1999.

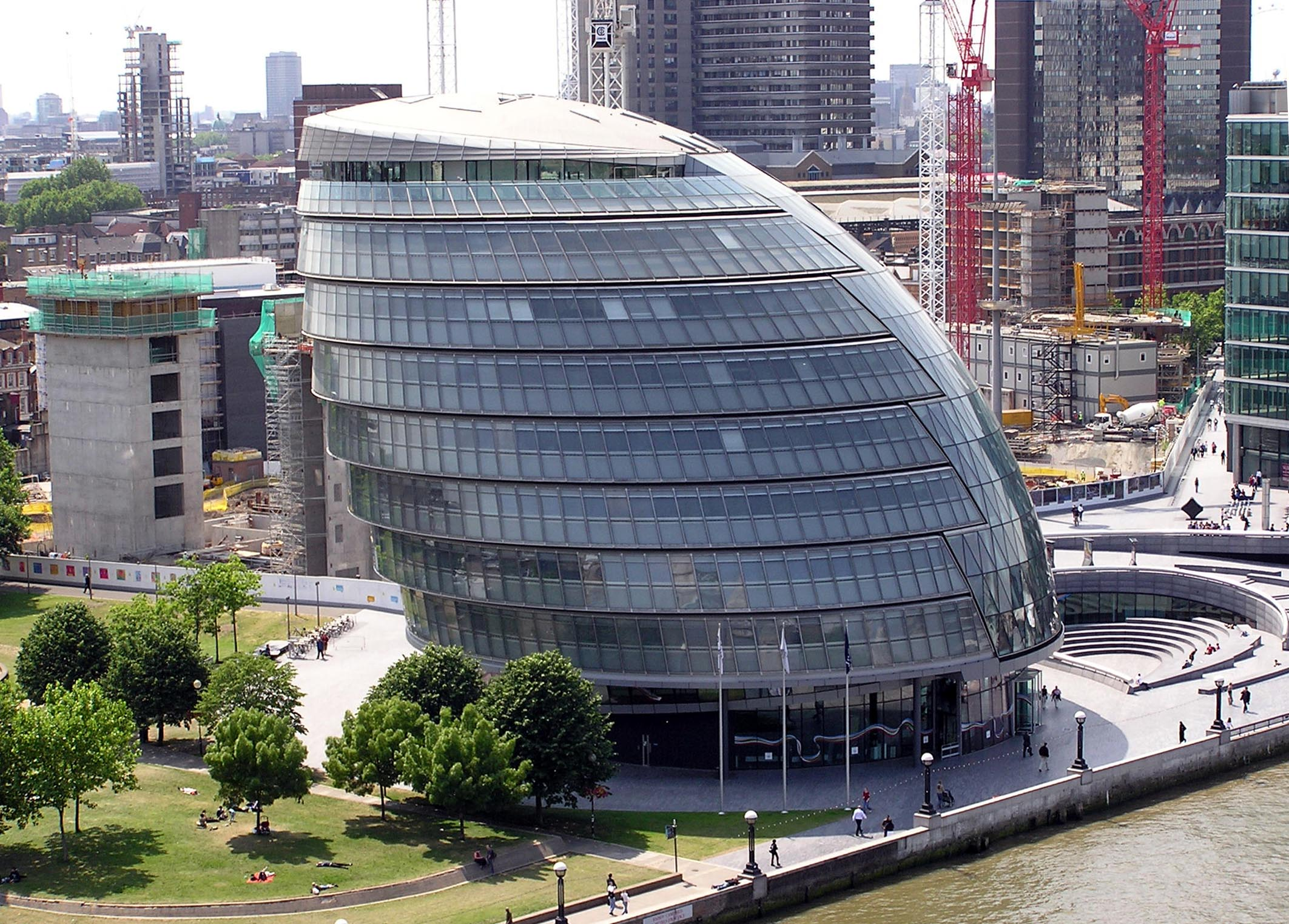
El City Hall en Londres por Norman Foster en 2005.

En la década de 1990 se ha venido utilizando cada vez más por los arquitectos enrolados en la arquitectura sustentable, muchos de los cuales devienen de la tendencia llamada arquitectura High Tech; como Norman Foster. Recientemente otros arquitectos como Zaha Hadid han especificado para sus proyectos sistemas de climatización con acumulación freática.
Dos casos de Foster son significativos: el Reichstag o Parlamento Alemán y el Ayuntamiento de Londres.
En casi todos los casos donde se busque construir un edificio de baja energía o edificio energía cero este sistema aparece como insustituible ya que uno de los problemas más serios a solucionar en la energía solar térmica y la climatización por sistemas solares pasivos es la acumulación de calor. En este caso debajo de nuestros edificios existe hoy la posibilidad técnico-económica de acumular grandes cantidades de calor a relativamente bajo costo.

## Entidades y organismos relacionados
- ASADES - Asociación Argentina de Energías Renovables y Ambiente Agrupa a arquitectos, ingenieros y físicos preocupados por el ambiente y a lo largo de 30 años ha generado las bases de la arquitectura sustentable en toda su amplitud. En su sitio puede accederse a centenares de artículos sobre el tema junto a desarrollos tecnológicos.
- Cátedra Instalaciones Czajkowski - Gómez Cátedra de la Facultad de Arquitectura y Urbanismo de la Universidad Nacional de La Plata que basa su propuesta pedagógica en la arquitectura sustentable y el diseño ambientalmente consciente (DAC) y puede accederse a todas sus publicaciones.
- EULEB - EUropean high quality Low Energy Buildings. Proporciona información sobre edificios públicos no residenciales de alta calidad y bajo consumo de energía que existen en Europa.